# Першино (Гребовский сельский округ)
Першино — деревня в Некрасовском районе Ярославской области. Входит в состав сельского поселения Красный Профинтерн.

## География
Находится в восточной части Ярославской области на расстоянии приблизительно 13 км на северо-запад по прямой от административного центра района поселка Некрасовское в левобережной части района.

## История
В 1859 году здесь (деревня Даниловского уезда Ярославской губернии) было учтено 12 дворов, в 1898 — 15.

## Население
Численность населения: 51 человек (1859 год), 9 (русские 100 %) в 2002 году, 3 в 2010.